# حادث غرايز 2019
بعد وقتٍ قصيرٍ من الساعة 01:30 بتوقيت جرينتش في 23 تشرين الأول/أكتوبر 2019؛ عُثرَ على 39 جثة في مقطورة شاحنة تبريد في منطقة جرايز بإسيكس في إنجلترا. أظهرت التحقيقات الأوليّة أن الشاحنة مُسجّلة في بلغاريا تحت اسمِ شركة إيرلندية وقد انتقلت من ميناء زيبروج في بلجيكا إلى بورفليت في المملكة المتحدة. بعدما انتشرَ الخبر؛ أعلنت شرطة إيسكس بدء التحقيقات في الموضوع بالشراكة معَ كل من الشرطة الوطنية في المملكة المتحدة وبلجيكا وإيرلندا؛ وبحلول نهاية اليوم تمّ التعرف على معظم الضحايا وتحديد هوياتهم كـ «مواطنين صينيين».

## الحادث
في 23 تشرين الأوّل/أكتوبر 2019؛ عُثر على 39 جثة في مقطورة شاحنة تبريد من قِبل موظفي خدمة الإسعاف في شرق إنجلترا وذلك بعد الساعة 01:30 حسب التوقيت المحلّي. استُدعيت الشرطة لعينِ المكان فوصلت بعد حوالي العشر دقائق لتبدأ التحقيق في «الحادث» قبل أن تُعلن أنّ جميع «الموتى» بالغين باستثناء واحدٍ قِيل إنه في عمر المراهقة دون تحديد العمر بالضبط. في ذلك الوقت؛ لم يتم التعرف على الجثث ولا تحديد الجنسيات على الرغم من أن الشرطة ذكرت أنه من غير المحتمل أن تكون بلغارية. أعلنّ المسعفون لوسائل الإعلام أن القتلى التسعة والثلاثين قد فارقوا الحياة قبل وصولهم بزمنٍ لذا لم يكن بالإمكان إجراء أيّ محاولات إنعاش.

## الخلفية

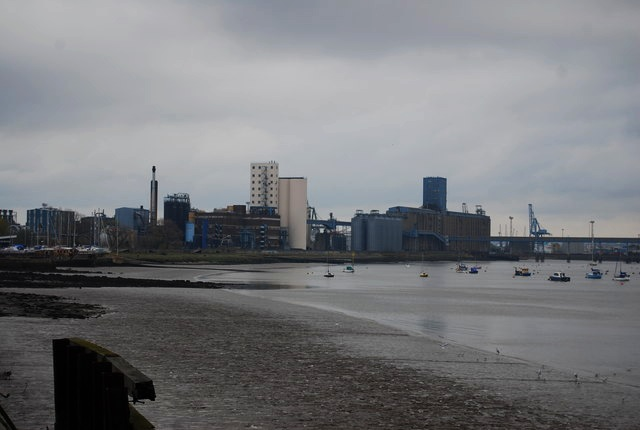
صورة تُظهر جانبًا من منطقة غرايز

دخلت الشاحنة المسجلة في بلغاريا إنجلترا في جزأين؛ حيثُ وصلت المقطورة إلى بورفليت وهي بلدة تقعُ بالقرب من منطقة غرايز بعدما مرّت عبرَ ميناءٍ يقعُ على نهر التمز في بلجيكا في حوالي الساعة 00:30 من يوم 23 تشرين الأول/أكتوبر، بينما تعتقد الشرطة أن الجزء الثاني – الذي هو مقدّمة المقطورة – قد دخل المملكة عبرَ أيرلندا الشمالية، حيثُ مرَّ من ميناء هوليزي يوم السبت الموافق لـ 19 تشرين الأول/أكتوبر ثمّ وصل لمنطقة غرايز في وقتٍ ما.
أفيد في الأصل أن الشاحنة الكبيرة قد وصلت بأكملها – بما في ذلك المقطورة – إلى منطقة هوليهيد، بينما قالت هيئة النقل والشحن البريطانية أن الشاحنة قد اتخذت على الأرجح طريقًا مُختلفًا من أجل تفادي شرطة الحدود.
تبيّن فيما بعد أن سائق الشاحنة "Maurice Robinson" يبلغُ من العمرِ 25 عامًا وتعودُ أصوله لأيرلندا الشمالية وقد تمّ اعتقاله في مكان الحادث للاشتباهِ في ارتكابه جريمة قتل. تبيّن أيضًا أن الشاحنة هي شاحنة تبريد تُحفظ فيها المواد القابلة للتلف في درجة حرارة منخفضة قد تصلُ إلى −25 °م (−13 °ف)، وعادةً ما تكون حاويات مثل هذه المقطورات مُحكَمة الإغلاق.

## التحقيق
وصفت وسائل الإعلام المحلية ما جرى بأنها «واحدةٌ من أكبر تحقيقات القتل التي شهدتها البلاد على الإطلاق»، فيما اقترحت الوكالة الوطنية للجريمة أن «الجريمة المنظمة» قد تكون متورطة. في حوالي الساعة 17:00، حرّكت الشرطة الشاحنة والجثث من مكان الحادث لمكانٍ آمنٍ في حوض تيلبوري لمواصلة التحقيق.
تحدّثَ رئيس الوزراء ليو فرادكار في دويل أيرن – وهو المجلس التشريعي في أيرلندا – قائلًا «إنَّ السلطات الأيرلندية ستُحقّق في الحادث وفي احتماليّة تورط مواطنيها فيما جرى.» في مساء يوم 23 تشرين الأول/أكتوبر؛ أعلنَ مكتب المدعي البلجيكي أنهم سيحققون أيضًا في عبور الشاحنة عبرَ بلدهم، فيما أكَّد متحدث باسم وزارة الخارجية البلغارية أن الشاحنة مسجلة في مدينة فارنا الساحلية تحت اسمِ شركة إيرلندية، لكنه لاحظ أن الكابينة لم تدخل بلغاريا منذ عام 2017. تشتبه الشرطة بشكلٍ عامٍ في احتمال تورط عصابة لتهريب الأشخاص في أيرلندا.

## ردود الفعل
قالَ بوريس جونسون رئيس الوزراء البريطاني في تغريدةٍ له على موقع تويتر «إن هذا الحادث لمروعٌ» مقدمًا تعازيه الحارّة لعائلات الضحايا ومؤكدًا على أن وزارة الداخلية تعمل إلى جانب شرطة إسيكس في حلّ القضية. أصدرت بريتي باتل وزيرة الداخلية بيانًا صحفيًا قائلة إنها «شعرت بالصدمة والحزن لهذا الحادث المأساوي» كما أوضحت أنها تُساعد شرطة إسيكس في استكمال تحقيقها.
نشرت وزيرة الخارجية البلغارية إيكاترينا زاخاريفا تغريدةً عبر حسابها الرسمي في موقع تويتر عبرت فيها عن صدمتها كما أدانت تهريب البشر مُقدّمةً تعازيها لعائلات الضحايا. دعا الأمين العام للأمم المتحدة أنطونيو غوتيريش إلى «تقديمِ المسؤولين عن هذا الحادث بسرعةٍ إلى العدالة.»
نُظِّمت مظاهرات احتجاجية ضد الاتجار بالبشر تضامنًا مع الضحايا في مقر وزارة الداخلية في 24 تشرين الأول/أكتوبر، وفي نفسِ اليوم قالَ الرئيس التنفيذي للمجموعة الخيرية لرعاية المهاجرين إن الحكومة البريطانية بحاجةٍ إلى فتح طرق آمنة واتخاذ قرارات سريعة بشأن طالبي اللجوء لمنع مثل هذه الأحداث من التكرار فيما أعربت عددٌ من المنظمات الحقوقيّة عن قلقها من أنّ انسحاب المملكة المتحدة من الاتحاد الأوروبي سيتيح المزيد من الفرص للمافيات في ارتكاب جرائم مماثلة.
بعد نشرةِ الأخبار؛ أعلنت القناة الرابعة البريطانية عن تأجيل مسلسل تلفزيوني كان من المقرر أن يتم بثه في 28 تشرين الأول/أكتوبر حيث يحكي قصّة محاولة أشخاصٍ تهريب أنفسهم من بعض المناطق في أوروبا إلى المملكة المتحدة. بعدما تبيَّن أن كل الحظايا هم من الصين؛ قالَ السفير الصيني لدى المملكة المتحدة في تغريدةٍ له «إننا على اتصالٍ وثيقٍ بالشرطة البريطانية لطلب توضيحٍ وتأكيد للتقارير ذات الصلة.»